# Club Portugalete
Club Portugalete is een Spaanse voetbalclub uit Portugalete die meestal uitkomt in de Tercera División. De club werd in 1909 opgericht. Na promoties en éénjarige verblijfsduur in 2006 en 2016 promoveerde de club in 2020 opnieuw naar de Segunda División B.